# 九鐵巴士659線
已停辦的輕鐵接駁巴士路線659，由九鐵巴士營辦，取消前循環來往天恆及天水圍市中心，依次途經天富苑、翠湖站、天水圍市中心公共運輸交匯處、天瑞邨及天恩邨。

## 歷史
- 2000年11月10日：659線投入服務，當時來往天富及天水圍市中心，途經翠湖居、天華邨及天頌苑，並可在天榮站接駁輕鐵。[1]
- 2000年12月1日：推出全港首個跨巴士公司八達通轉乘優惠，乘客憑同一張八達通卡轉乘以下巴士路線，可享有車費優惠。[2][3]
  - 由天水圍北出發的659線乘客，於登車後45分鐘內轉乘九龍巴士269C線、城巴969線、969A線、969P線或龍運巴士E34線往市區或機場，可減收$1.5。
  - 由市區或機場出發並於大欖隧道前登車的九龍巴士269C線、城巴969線、969A線、969P線或龍運巴士E34線乘客，於登車後150鐘內轉乘659線往天水圍北，可減收$1.5。
- 2001年4月8日：延長至天恆，改為途經天瑞路及天榮路。[4]
- 2001年9月30日：增設翠湖站為輕鐵接駁車站。[5]
- 2002年8月18日：改為以循環線行走及擴大服務範圍至天水圍南，由天恆開出，改經天華路、天水圍市中心、天水圍泳池、天水圍運動場及天瑞邨，不經天榮路，增設天瑞站為輕鐵接駁車站，並延長服務時間至午夜十二時。[6]
- 2002年10月20日：去程不經天華路，改經天榮路，並在翠湖站增設分站。[7]
- 九廣鐵路公司曾先後計劃在2003年8月17日和12月14日取消此路線，但最後均沒有實行。[8][9][10]
- 2003年12月14日：縮減班次至15分鐘一班，以配合輕鐵天水圍北支線通車後的乘客需求。[11]
- 2004年1月18日：取消服務[12]，而全港首個跨巴士公司八達通轉乘優惠，只是維持了1,143日便結束。

## 服務時間及班次

### 由天恆開出
- 星期一至六
  - 05:45-00:12（15分鐘一班）
- 星期日及公眾假期
  - 05:45-00:12（15分鐘一班）

## 收費
全程收費：$3.2（非空調）／$3.5（空調）
| - 本線設有12歲以下小童及65歲或以上長者半價優惠。 - 乘客可以現金或八達通於上車時付款，不設找續。 |

## 行車路線
途經：天瑞路、天榮路、天城路、天恩路、天榮路、天城路、天湖路及天瑞路
| 九鐵巴士659線（天恆↺天水圍市中心） | 九鐵巴士659線（天恆↺天水圍市中心） | 九鐵巴士659線（天恆↺天水圍市中心） | 九鐵巴士659線（天恆↺天水圍市中心） | 九鐵巴士659線（天恆↺天水圍市中心） |
| 序號                               | 地區                               | 街道                               | 車站名稱                           | 備註                               |
| ---------------------------------- | ---------------------------------- | ---------------------------------- | ---------------------------------- | ---------------------------------- |
| 1                                  | 天水圍北                           |                                    | 天恆邨                             |                                    |
| 2                                  | 天水圍北                           | 天瑞路                             | 天逸邨逸潭樓                       |                                    |
| 3                                  | 天水圍北                           | 天瑞路                             | 天富苑欣富閣                       |                                    |
| 4                                  | 天水圍南                           | 天瑞路                             | 天頌苑                             |                                    |
| 5                                  | 天水圍南                           | 天榮路                             | 翠湖居                             | 輕鐵建議轉車站                     |
| 6                                  | 天水圍南                           | 天恩路                             | 天水圍市中心                       | 輕鐵建議轉車站 循環線折返點        |
| 7                                  | 天水圍南                           | 天城路                             | 景湖居                             |                                    |
| 8                                  | 天水圍南                           | 天瑞路                             | 天水圍公園                         |                                    |
| 9                                  | 天水圍南                           | 天瑞路                             | 天瑞邨                             | 輕鐵建議轉車站                     |
| 10                                 | 天水圍南                           | 天瑞路                             | 天華邨                             |                                    |
| 11                                 | 天水圍北                           | 天瑞路                             | 天恩邨                             |                                    |
| 12                                 | 天水圍北                           | 天瑞路                             | 天澤邨                             |                                    |
| 13                                 | 天水圍北                           |                                    | 天恆邨                             |                                    |